# Тимирёво (Московская область)
Тимирёво — деревня в Коломенском районе Московской области, входит в Заруденское сельское поселение. 

## История
Во второй половине XIX века деревня входила в Маливскую волость Егорьевского уезда.

## Население
| 2002 | 2006 | 2010 |
| ---- | ---- | ---- |
| 66   | ↗70  | ↘31  |